# Елмър Фъд
Елмър Фъд (на английски: Elmer Fudd) е анимационен герой и един от най-известните персонажи от филмчетата за Шантави рисунки и Весели мелодии. Той има един от най-заплетените и оспорвани произходи от анимационния пантеон на Уорнър Брос (също както и самият Бъгс Бъни). Неговата цел е да застреля Бъгс, но това обикновено приключва като се ранява самичък и то сериозно.
== Гласът на Елмър Фъд за България
```
==
```

В България Елмър се е озвучавал от различни актьори. Един от тях е Васил Бинев, а друг е Здравко Методиев, който го озвучава в „Заекът и бобеното стъбло“ (дублаж на Арс Диджитал Студио), „Космически забивки“ и „Загадките на Силвестър и Туити“ (дублаж на TV7). Стефан Сърчаджиев-Съра го озвучава в „Загадките на Силвестър и Туити“ (дублаж на БНТ).